# North Mankato
North Mankato è un comune degli Stati Uniti d'America, situato in Minnesota, nella contea di Nicollet.